# Phare de Klein Curaçao
Le phare de Klein Curaçao est un phare actif situé à sur l'île inhabitée de Klein Curaçao situé au sud-est de l'île de Curaçao, Territoire néerlandais d'outre-mer des Pays-Bas.
Il est géré par la Curaçao Ports Authority à Willemstad.

## Histoire
Le phare a été construit en 1850, reconstruit en 1879 et 1913. Ce phare fut abandonné mais il a été réactivé avec une balise moderne alimentée à l'énergie solaire. Il est situé au centre le l'île relié à deux bâtiments de gardiens de deux étages en ruine.
Il est répertorié comme monument historique de Curaçao.

## Description
Ce phare est une tour circulaire en maçonnerie, avec une galerie et une lanterne de 20 m de haut, attenante à un bâtiment en ruine. Le phare est peint en blanc et la lanterne est rouge. Il émet, à une hauteur focale de 25 m, deux éclats blancs par période de 15 secondes. Sa portée est de 15 milles nautiques (environ 28 km).
Identifiant : ARLHS : NEA-006 - Amirauté : J6399 - NGA : 110-16054 .
|         |
| Curaçao |

|              |
| Keil Curaçao |

|          |
| Le phare |

### Lien connexe
- Liste des phares du Territoire néerlandais d'outre-mer
- List of lighthouses in Curaçao (en)